# 龙华街道 (汕头市)
龙华街道是中华人民共和国广东省汕头市龙湖区下辖的一个街道办事处。

## 行政区划
龙华街道下辖以下村级行政区划单位：
凤窖村、南社村、大衙村、下蔡村、龙头村、凤美村、华埠村和华新村。